# معاملة المثليين في نيجيريا

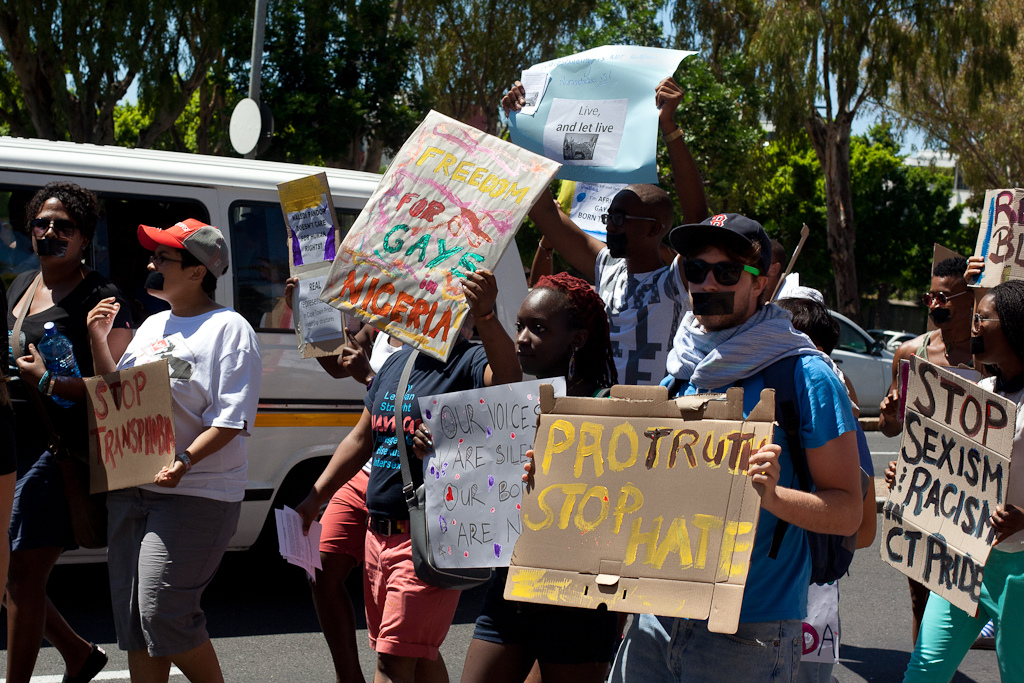
مشاركون في فخر كيب تاون عام 2014 يتظاهرون لدعم حقوق المثليين في نيجيريا

يواجه الأشخاص من المثليين والمثليات ومزدوجي التوجه الجنسي والمتحولين جنسياً (اختصاراً: LGBT) في نيجيريا تحديات قانونية واجتماعية لا يواجهها غيرهم من المغايرين جنسيا. لا تعترف نيجيريا بحقوق المثليين ولا تسمح بها. لا يوجد حماية قانونية ضد التمييز في نيجيريا والتي تعتبر بلدا محافظا إلى حد كبير مع عدد سكان يبلغ أكثر من 170 مليون نسمة، منقسمة بين الشمال ذو الغالبية المسلمة والجنوب ذو الغالبية المسيحية. يوجد هناك عدد قليل جداً من الأشخاص الذين أعلنوا عن توجههم الجنسي والعنف ضد الأشخاص من مجتمع المثليين شائع.
النشاط الجنسي المثلي غير قانوني في نيجيريا. العقوبة القصوى في الولايات الشمالية الإثني عشر التي تعتمد الشريعة الإسلامية هي الموت رجماً، ينطبق هذا القانون على جميع المسلمين الذين وافقوا طواعية على تطبيق المحاكم الشرعية. في الولايات الجنوبية ووفقاً للقوانين الجنائية العلمانية، أقصى عقوبة للنشاط الجنسي المثلي هي السجن لمدة 14 سنة. يجرّم قانون حظر زواج المثليين كافة أشكال الاتحادات المدنية وزواج المثليين في البلاد.
وفقاً لمركز بيو للأبحاث عام 2007 كانت نسبة 97% من سكان نيجيريا تعتقد بأن المثلية الجنسية طريقة للحياة ينبغي على المجتمع بأن لا يتقبلها، وهذه النسبة هي ثاني أعلى معدل لعدم التقبل في 45 دولة شملها الاستطلاع. في عام 2015، ادعى استطلاع أجرته منظمة أسسها نشطاء مثليون نيجيريون ومقرها لندن أن هذه النسبة انخفضت إلى 94%. في هذا الاستطلاع الذي أجراه بيسي أليمي، كانت نسبة النيجيريين الذين يوافقون على أن الأشخاص من المثليين والمثليات ومزدوجي التوجه الجنسي والمتحولين جنسيا ينبغي أن يتلقوا التعليم، والرعاية الصحية، والسكن هي 30%.
تعرضت نيجيريا لانتقادات واسعة من قبل منظمات حقوق الإنسان المدنية والأمم المتحدة لعدم دعمها ولقيامها بخرق حقوق المثليين والمثليات ومزدوجي التوجه الجنسي والمتحولين جنسياً.

## قانونية النشاط الجنسي المثلي

### جمهورية نيجيريا الاتحادية

#### القانون الجنائي

##### القانون الجنائي الاتحادي في جميع ولايات الجنوب
الأفعال الجنسية بين الرجال غير قانونية بموجب القانون الجنائي الذي ينطبق على جنوب نيجيريا ويحمل عقوبة بالسجن لمدة تصل إلى 14 عاماً كحد أقصى. لم يرد ذكر الأفعال الجنسية بين النساء بشكل خاص في القانون، على الرغم من أنه يمكن الجدل بأن مصطلح «شخص» هو مصطلح محايد للجنسين والذي يرد في القسم 214 من القانون يشمل النساء. وينص البند 21 من هذا القانون في الجزء المتعلق على الآتي:
- الفقرة 214.

أي شخص -
(أ) يقوم بالمواقعة بأي شخص ضد نظام الطبيعة؛ أو
 * * *
(ج) يسمح لشخص ذكر بالمواقعة به أو بها ضد نظام الطبيعة؛
فإنه مذنب بارتكاب جناية، ويعاقب بالسجن لمدة أربعة عشر عاماً.
- الفقرة 215.

أي شخص يحاول ارتكاب أي من الجرائم المنصوص عليها في الفقرة السابقة الأخيرة هو مذنب بارتكاب جناية ويعاقب بالسجن لمدة سبع سنوات. لا يمكن القبض على الجاني دون أمر قضائي.
- الفقرة 217.

أي شخص ذكر يقوم بارتكاب أي فعل فاحش مع ذكر آخر سواء كان ذلك في العموم أو الانفراد أو يقود ذكر آخر لارتكاب أي فعل فاحش معه، أو يحاول أن يكون قواداً لأي فعل من هذا القبيل عن طريق أي شخص ذكر مع نفسه أو مع ذكر آخر، سواء كان ذلك في العموم أو الانفراد، فإنه مذنب بارتكاب جناية ويعاقب بالسجن لمدة ثلاث سنوات. لا يمكن القبض على الجاني دون أمر قضائي.

##### القانون الجنائي الاتحادي في جميع ولايات الشمال
تنص الفقرة رقم 284 من «القانون الجنائي (الولايات الشمالية) الاتحادي» والتي تنطبق على جميع ولايات شمال نيجيريا على الآتي:
أيا كان قد أقام جماعاً جسدياً ضد نظام الطبيعة مع أي رجل أو امرأة أو حيوان يعاقب بالسجن لمدة قد تصل إلى أربعة عشر عاماً، كما سيكون أيضاً عرضة للغرامة.
تنص الفقرة رقم 405 على أن الشخص الذكر الذي يرتدي أو يكتسي بأزياء امرأة في مكان عام أو الذي يمارس السدومية كوسيلة لكسب العيش أو كمهنة فهو «متشرد». وبموجب الفقرة رقم 407، فإن عقوبته تبلغ كحد أقصى مدة سنة واحدة أو يتم تغريمه أو تطبق عليه كلا العقوبتين معاً.:صفحة: 127

كما تنص المادة رقم 405 على أن «المتشرد الذي لا سبيل إلى تقويمه» هو «أي شخص الذي يعد إدانته كمتشرد يرتكب أي جرم من الجرائم والتي ستجعله عرضة للإدانة على هذا النحو مرة أخرى». العقوبة بموجب المادة رقم 408 كحد أقصى هي السجن لمدة سنتين أو بالغرامة أو بالعقوبتين معاً.

##### إقرار الشريعة في بعض الولايات الشمالية
تم اعتماد شكل من أشكال الشريعة الإسلامية في القوانين الجنائية لاثنا عشر ولاية في شمال نيجيريا وهي  باوتشي وبرنو وغومبي وجيغاوة وكادونا وكانو وكاتسينا وكبي ونيجر وصكتو ويوبي وزامفارا. تنطبق القوانين الجنائية الشرعية على أولئك الذين يوافقون طواعية على اختصاص المحاكم الشرعية وعلى جميع المسلمين.

###### معنى السدومية
في ولايتي كادونا ويوبي، يتم ارتكاب «السدومية» من قبل «من يقوم بعلاقة شرجية مع أي رجل».
في ولايتي كانو كاتسينا، يُرتكب «السدومية» من خلال «أي شخص له علاقة جسدية ضد نظام الطبيعة مع أي رجل أو امرأة من خلال المستقيم».
في ولايات باوتشي وغومبي وجيغاوة وصكتو وزامفارا، تُرتكب «السدومية» من قبل «[أي شخص له علاقة جماعية ضد ترتيب الطبيعة مع أي رجل أو امرأة».

###### العقوبة على جريمة السدومية
في ولايات وغومبي، وجيغاوة، وزامفارا، كانو، يُعاقب أي شخص غير متزوج يرتكب جريمة السدومية «بالضرب مائة جلدة» والسجن لمدة سنة واحدة (الجلد). إذا كنت متزوجا، فإن العقوبة عن ارتكاب السدومية هي الإعدام رجما (حد الرجم). في ولاية كانو، ينطبق الموت بالرجم أيضًا إذا كان أحدهم متزوجًا من قبل.
في باوتشي، يعاقب الشخص الذي يرتكب جريمة السدومية «بالرجم حتى الموت (الرجم) أو بأي وسيلة أخرى تقررها الولاية».
في ولايات كادونا وكاتسينا وكبي ويوبي، يعاقب الشخص الذي يرتكب جريمة السدومية «بالرجم حتى الموت (حد الرجم)».
في ولاية سوكوتو، يعاقب الشخص الذي يرتكب جريمة السدومية بالرجم حتى الموت. إذا ارتكب القاصر الفعل على شخص بالغ، فإن القاصر يواجه «عقوبة تصحيحية» ويواجه العقاب عقوبة «عن طريق تعزير قد يمتد إلى 100 جلدة». في ولاية سوكوتو، تعني كلمة «تعزير» «عقوبة تقديرية للجريمة التي لم يتم تحديد العقوبة». 

###### معنى المثلية الجنسية عند الإناث
في ولايات باوتشي وغومبي وجيغاوة وكادونا وكانو وكاتسينا وكبي وسوكوتو ويوبي وزامفارا، تُرتكب المثلية الجنسية عند الإناث من قبل «كونها امرأة، وتشارك امرأة أخرى في الجماع الجنسي من خلال عضوها الجنسي أو عن طريق التحفيز أو الإثارة الجنسية لبعضهما البعض.» تتضمن ولايات بوتشي وجيغاوة وكاتسينا وكيبي وسوكوتو ويوبي وزامفارة التفسير الرسمي التالي: «تُرتكب جريمة الانصهار غير الطبيعي للأعضاء الجنسية الأنثوية و/أو عن طريق استخدام وسائل طبيعية أو اصطناعية لتحفيز الجنس أو بلوغ الرضا أو الإثارة».

###### عقوبة جريمة المثلية الجنسية عند الإناث
في ولايات غومبي وجيغاوة وكبي وسوكوتو ويوبي وزامفارا وبوتشي، يعاقب الشخص الذي يرتكب جريمة المثلية الجنسية عند الإناث «بالعصا التي تصل إلى خمسين جلدة». بالإضافة إلى ذلك، يواجه أي شخص أدين بارتكاب المثلية الجنسية عند الإناث بالسجن لمدة تصل إلى ستة أشهر، باستثناء بوتشي، حيث قد يستمر السجن لمدة تصل إلى خمس سنوات.
في ولاية كادونا، العقاب على ارتكاب جريمة المثلية الجنسية عند الإناث هو التعزير، وهو ما يعني «أي عقوبة لا ينص عليها الحد أو القصاص». تعني كلمة «حد» «العقوبة التي يحددها القانون الإسلامي». يشمل «القصاص» «العقوبات التي ارتكبها الجناة عن طريق الانتقام بسبب التسبب في وفاة/إصابة شخص».
في ولايتي كانو وكاتسينا، فإن عقوبة ارتكاب جريمة المثلية الجنسية عند الإناث الرجم حتى الموت.

###### معنى الفحش الجسيم للغاية
في ولاية كادونا، يرتكب الشخص الفحش الجسيم للغاية «علنًا، ويتعرض للعري في الأعمال العامة وغيرها من الأعمال ذات الصلة ذات الطبيعة المشابهة القادرة على إفساد الأخلاق العامة».
في ولايتي كانو وكاتسينا، يرتكب الشخص الفحش الجسيم للغاية «عن طريق التقبيل في الأماكن العامة، والتعري في الأماكن العامة وغيرها من الأفعال المشابهة ذات الطبيعة من أجل الأخلاق العامة الفاسدة».
في ولاية غومبي، يرتكب الشخص الفحش الجسيم للغاية بارتكاب «أي جريمة جنسية ضد معايير السلوك العادية أو المعتادة».
ولا تُعرف ولايات باوتشي وجيغاوة وكبي وسوكوتو ويوبي وزامفارا الفحش الجسيم للغاية. تقول قوانينهم بدلاً من ذلك: «كل من يرتكب فعل الفحش الجسيم للغاية لشخص آخر دون موافقته أو باستخدام القوة أو التهديد يُجبر الشخص على الانضمام إليه في ارتكاب هذا الفعل».

###### عقوبة جريمة الفحش الجسيم للغاية
يعاقب الشخص الذي يرتكب جريمة الفحش الجسيم للغاية «بالضرب بالعصا وقد يصل إلى أربعين جلدة وقد يكون عرضة للسجن لمدة لا تتجاوز سنة واحدة وقد يكون أيضًا عرضة للغرامة». في ولاية بوتشي، قد يستمر السجن لمدة تصل إلى سبع سنوات.
في ولاية كادونا، فإن العقاب على ارتكاب جريمة الفحش الجسيم للغاية هو التعزير، مما يعني «أي عقوبة لا ينص عليها الحد أو القصاص». تعني كلمة «حد» «العقوبة التي يحددها القانون الإسلامي». يشمل «القصاص» «العقوبات التي ارتكبها الجناة عن طريق الانتقام بسبب التسبب في وفاة/إصابة شخص».
في ولاية سوكوتو، يعاقب الشخص الذي يرتكب جريمة الفحش الجسيم للغاية «بالعصا التي قد تصل إلى أربعين جلدة أو قد يكون عرضة للسجن لمدة لا تتجاوز سنة واحدة أو كليهما، وقد يكون عرضة أيضًا غرامة».

###### معاني المتشرد والمتشرد غير القابل للإصلاح
في ولايات بوتشي وغومبي وجيغاوة وكادونا وكانو وكاتسينا وكبي وسوكوتو ويوبي وزامفارا، «أي شخص ذكر يرتدي أو يكتسي بلباس المرأة في مكان عام أو يمارس السدومية كوسائل الرزق أو كمهنة» هو متشرد.
في ولايتي كانو وكاتسينا، «أي امرأة ترتدي أو تكتسي بلباس الرجل في مكان عام» هي متشردة.
في ولايات بوتشي وغومبي وجيغاوة وكادونا وكانو وكاتسينا وكبي وسوكوتو ويوبي وزامفارا، يُعتبر «متشردا غير قابل للإصلاح» هو أي شخص يتصرف كأنه متشرد مرة أخرى بعد إدانته بذلك.

###### عقوبة المتشرد والمتشرد غير القابل للإصلاح
في ولايات بوتشي وغومبي وجيغاوة وكاتسينا وكبي وسوكوتو ويوبي وزامفارا، يواجه الشخص المدان على أنه متشرد عقوبة السجن لمدة تصل إلى عام وبالضرب بالعصا التي قد يصل إلى 30 جلدة. في ولاية كانو، قد لا يتجاوز السجن ثمانية أشهر وقد يصل الضرب بالعصا إلى 35 جلدة.
في ولاية كادونا، فإن عقوبة المتشرد أو المشرد غير القابل للإصلاح هي التعزير، مما يعني «أي عقوبة لا ينص عليها الحد أو القصاص». تعني كلمة «حد» «العقوبة التي يحددها القانون الإسلامي». «القصاص» تشمل «العقوبات التي ارتكبها الجناة عن طريق الانتقام بسبب التسبب في وفاة/إصابة شخص».
في ولايات غومبي وجيغاوة وكاتسينا وكبي وسوكوتو ويوبي وزامفارا، يواجه الشخص المدان باعتباره متشردًا غير قابل للإصلاح عقوبة السجن لمدة تصل إلى عامين الضرب بما يصل إلى 50 جلدة.في ولاية باوتشي، لا يجوز أن يتجاوز الضرب بالعصا 40 جلدة، وفي ولاية كانو، قد لا يتجاوز السجن سنة واحدة.

##### القانون الجنائي العلماني الذي يسنه بعض الولايات الشمالية

###### النشاط الجنسي المثلي
في ولاية بورمو، يرتكب الشخص الذي «يشارك في... الجنس المثلي الجنسي بين الإناث، النشاط المثلي... في الولاية جريمة». يعاقب بالإعدام كل شخص «يمارس علاقة جنسية مع شخص آخر مثلي عند إدانته».

###### تقليد الذكور للمواقف السلوكية للنساء
في ولاية كانو، «يعاقب بالسجن لمدة سنة واحدة أو بغرامة مالية قدرها 10000 نيرة نيجيرية أو كلاهما على شخص كونه ذكرا يتصرف أو يرتدي ثيابًا بطريقة تقلد الموقف السلوكي للمرأة».

## الاعتراف القانوني بالعلاقات المثلية
في 18 كانون الثاني/يناير 2007، وافق مجلس الوزراء النيجيري على "قانون (حظر) زواج المثليين 2006" وأرسله إلى الجمعية الوطنية لاتخاذ إجراء عاجل. لكن لم يمر مشروع القانون.
في 29 نوفمبر 2011، أقر مجلس الشيوخ النيجيري «قانون (حظر) زواج المثليين 2011». تم تمرير مشروع القانون في 30 مايو 2013 من قبل مجلس النواب النيجيري. إذا وقعه الرئيس غودلاك جوناثان ليصبح قانونًا فسجعل:
- إبرام عقد زواج أو اتحاد مدني بين أشخاص مثليين «باطلا وغير قانوني و... غير معترف به كحق في فوائد الزواج الصالح»
- جعل عقد الزواج أو الاتحاد المدني المبرم بين شخصين مثليين باطلاً وغير قابل للتنفيذ في نيجيريا بموجب شهادة صادرة عن بلد أجنبي
- حظر احتفال أي زواج أو اتحاد مدني يبرم بين أشخاص مثليين «في أي مكان للعبادة سواء في الكنيسة أو المساجد أو في أي مكان آخر في نيجيريا»
- حظر تسجيل «نوادي المثليين، والجمعيات والمنظمات، ورعايتهم، ومسيراتهم واجتماعاتهم»
- حظر «العرض العام لعلاقة عاطفية مثلية مباشرة أو غير مباشرة»
- سجن الشخص الذي يدخل في عقد زواج المثليين أو اتحاد مدني مثلي لمدة 14 عامًا
- جعل الشخص الذي «يسجل أو يدير أو يشارك في أندية المثليين والجمعيات والمنظمات أو يعرض بشكل مباشر أو غير مباشر علاقة عاطفية مثلية في نيجيريا» عرضة للسجن لمدة 10 سنوات
- جعل شخص أو مجموعة من الأشخاص الذين «يشهدون أو يحرضون أو يساعدون في زواج المثليين أو الاتحاد المدني، أو يدعمون تسجيل وتشغيل ومساندة نوادي المثليين أو الجمعيات أو المنظمات أو المواكب أو الاجتماعات في نيجيريا» عرضة للسجن 10 السجن سنوات
- تعريف «الاتحاد المدني» لأغراض هذا القانون على أنه يعني «أي ترتيب بين الأشخاص من نفس الجنس للعيش معًا كشركاء في الجنس، و ... يتضمن وصفًا مثل العلاقات المستقلة للبالغين، وشراكات الرعاية، والشراكات المدنية، واتفاقيات التضامن المدني، الشراكات المحلية، علاقات المستفيد المتبادلة، الشراكات المسجلة، العلاقات المهمة، الشراكة المستقرة، إلخ.»[11]

في 13 يناير 2014، وقع رئيس نيجيريا، غودلاك جوناثان قانون حظر زواج المثليين، الذي أقره البرلمان في مايو 2013. ويتبع القانون قانونًا مماثلاً صدر في أوغندا في ديسمبر 2013، والذي يفرض عقوبة السجن مدى الحياة على بعض الأفعال الجنسية المثلية.

## الحماية ضد التمييز
لا يحمي دستور جمهورية نيجيريا الاتحادية حقوق المثليين بالتحديد، ولكنه يتضمن أحكاماً مختلفة تضمن أن يحظى جميع المواطنين بالمساواة في الحقوق (المادة رقم 17 (2) (أ))، وكما غيرها من الحقوق، بما في ذلك الرعاية الطبية والصحية الملائمة (المادة رقم 17 (3) (د)) وتكافؤ الفرص في مكان العمل (المادة رقم 17 (3) (أ)).
لا يوجد تشريع ساري يحمي من التمييز أو المضايقة على أساس التوجه الجنسي أو الهوية الجندرية. لم تساند أي من الأحزاب السياسية في نيجيريا حقوق المثليين رسميًا. تعادي اثنان من الأحزاب السياسية الأكثر نجاحا في الجمعية الوطنية، وحزب الشعب الديمقراطي وحزب كل الشعوب نيجيريا، بشكل علني لحقوق المثليين. كما تعارض الأحزاب السياسية الأصغر والأكثر ليبرالية حقوق المثليين.

## ظروف الحياة
العداء العام للعلاقات المثلية واسع الانتشار في هذا البلد المحافظ إلى حد كبير.
تم إلقاء القبض على 18 رجلاً في أغسطس/آب 2007 من قبل شرطة ولاية باوتشي ووجهت إليهم تهمة «مخاطبة بعضهم بعضاً كنساء وارتداء ملابسهم كنساء، وهو أمر غير قانوني بموجب قانون عقوبات الشريعة». تم اتهامهم في الأصل بالسدومية، لكن التهم تغيرت فيما بعد إلى التشرد. في نهاية عام 2009، تم تأجيل محاكمة الرجال عدة مرات، مع إطلاق سراح خمسة من الرجال بكفالة وبقاء 13 آخرين في السجن. بحلول نهاية عام 2010، تم إطلاق سراح جميع الرجال بكفالة. ولكن لم يتم التوصل إلى حل نهائي للقضية بحلول نهاية عام 2011.
في 12 سبتمبر 2008، نشرت أربع صحف أسماء وعناوين وصور لأعضاء الإثني عشر عضواً في كنيسة هاوس أوف رينبو ميتروبوليتان المجتمعية، وهي كنيسة صديقة للمثليين زالمثليات ومزدوجي التوجه الجنسي والمتحولين جنسيا في لاغوس. ونتيجة لذلك، تعرض بعض الأعضاء للتهديد والرجم والضرب. تعرضت امرأة واحدة لهجوم من 11 رجلاً. حتى نهاية عام 2010، لم يتم اتخاذ أي إجراءات ضد الجناة. خلال عام 2011، تلقى أعضاء الكنيسة ورجال الدين رسائل بريد إلكتروني تهديدية ومكالمات هاتفية ورسائل من أشخاص مجهولين. ألغت الكنيسة والجماعات الشريكة مؤتمرات بشأن الحقوق الجنسية والصحة كان من المقرر عقدها في لاغوس وأبوجا في ديسمبر/كانون الأول بسبب المخاوف من سلامة الحاضرين في المؤتمر بعد أن أعاد مشروع «قانون (حظر) الزواج المثليين» تركيز الاهتمام السلبي على الكنيسة.
تحاول بعض المنظمات في نيجيريا مساعدة الأشخاص من مجتمع المثليين، مثل كنائس ميتروبوليتان المجتمعية. ولكن الحضور في اجتماعات الكنيسة، أمر محفوف بالمخاطر.
وجد تقرير حقوق الإنسان لوزارة الخارجية الأمريكية لعام 2011:
بسبب المحرمات المجتمعية الواسعة النطاق ضد المثلية الجنسية، كشف عدد قليل جدًا من الأشخاص علنًا عن توجهاتهم. زوّدت [المنظمات غير الحكومية] ... "الحقوق العالمية" (بالإنجليزية: "Global Rights") و"المشروع المستقل" (بالإنجليزية: The Independent Project) منظمات المثليين والمثليات ومزدوجي التوجه الجنسي والمتحولين جنسيا بالمشورة القانونية والتدريب في مجال الدعوة والمسؤولية الإعلامية والتوعية بفيروس نقص المناعة البشرية/الإيدز. كما قدمت منظمات مثل "يوثز 2وغاثر نيتوورك "Youths 2gether Network" الوصول إلى المعلومات والخدمات المتعلقة بالصحة والحقوق الجنسية للأشخاص من مجتمع المثليين، ورعت برامج للمساعدة في بناء مهارات مفيدة في التواصل الاجتماعي، وقدمت ملاذات آمنة للأفراد من مجتمع المثليين. لم تعرقل الحكومة وعملائها عمل هذه الجماعات خلال العام.
في 15 أبريل 2017، اعتقلت السلطات في ولاية كادونا 53 رجلاً بزعم التآمر لحضور حفل زفاف مثلي. ونفى محامو المعتقلين الاتهام، قائلين إن الرجال كانوا يحضرون حفلة عيد ميلاد. وادعى نشطاء حقوق الإنسان المحليون أن الاعتقالات كانت محاولة ابتزاز. واتُهم المتهمون بالتآمر والتجمع غير القانوني والانتماء إلى مجتمع غير قانوني.
ألقت ولاية لاغوس القبض على 42 رجلا بتهمة المثلية الجنسية في أغسطس عام 2017. في يونيو عام 2018، اعتقلت الشرطة النيجيرية أكثر من 100 حاضر في حفلة في فندق في أسابا، ولاية دلتا، بتهمة أنهم مثليون ومثليات جنسيا، في يوليو 2018، كانوا يواجهون تهما متعلقة بالمثلية الجنسية في المحكمة.
في يناير 2019، حذرت دولابو بادموس الناطقة باسم قيادة شرطة ولاية لاغوس المثليين من الفرار من البلاد أو مواجهة الادعاء. قالت في موقع إنستغرام: «إذا كنت ميالًا للمثلية الجنسية، فإن نيجيريا ليست المكان المناسب لك. يوجد هنا قانون (قانون حظر زواج المثليين) يجرّم الأندية والجمعيات والمنظمات المثلية بعقوبات تصل إلى 15 عامًا في السجن. لذا، إذا كنت مثليًا بطبيعتك، فاترك البلد أو واجه المحاكمة. لكن قبل أن تقول،» هل هذا مهم؟«يرجى ملاحظة أن أي شيء يخالف قانون الأرض يعد إجراميًا، وسيتم معاقبة جميع الجرائم وفقًا لذلك مهما كانت صغيرة. يواجه أي شخص مُدان بإبرام عقد زواج مثلي أو اتحاد مدني عقوبة السجن لمدة تصل إلى 14 عامًا. يجب على جميع المرشحين من مجتمع المثليين في نيجيريا الحذر.»

### السفير النيجيري إلى وجهات نظر الأمم المتحدة
في بيان مؤرخ 19 سبتمبر 2006، صرح السفير النيجيري لدى الأمم المتحدة، جوزيف أيالوغو، بأن «فكرة أن عمليات الإعدام بسبب جرائم مثل المثلية الجنسية والمثلية الجنسية بين الإناث [...] مفرطة هي حكمية وليست موضوعية. ما يمكن رؤيته من قبل البعض كعقوبة غير متناسبة في مثل هذه الجرائم الخطيرة والسلوك البغيض قد ينظر إليها من قبل الآخرين كعقوبة مناسبة وعادلة».

## ملخص
| قانونية النشاط الجنسي المثلي                                                                  | / (العقوبة: حتى عقوبة الإعدام في الولايات التي تطبق الشريعة، السجن لمدة تصل إلى 14 عاماً في الولايات التي لا تُطبق فيها الشرعية الإسلامية) |
| المساواة في السن القانوني للنشاط الجنسي                                                       | No |
| قوانين مكافحة التمييز في التوظيف                                                              | No |
| قوانين مكافحة التمييز في توفير السلع والخدمات                                                 | No |
| قوانين مكافحة التمييز في جميع المجالات الأخرى (تتضمن التمييز غير المباشر، خطاب الكراهية)      | No |
| قوانين مكافحة أشكال التمييز المعنية بالهوية الجندرية                                          | No |
| زواج المثليين                                                                                 | No |
| الاعتراف القانوني بالعلاقات المثلية                                                           | No |
| تبني أحد الشريكين للطفل البيولوجي للشريك الآخر                                                | No |
| التبني المشترك للأزواج المثليين                                                               | No |
| يسمح للمثليين والمثليات ومزدوجي التوجه الجنسي والمتحولين جنسيا بالخدمة علناً في القوات المسلحة | No |
| الحق بتغيير الجنس القانوني                                                                    | No |
| علاج التحويل محظور على القاصرين                                                               | No |
| الحصول على أطفال أنابيب للمثليات                                                              | No |
| الأمومة التلقائية للطفل بعد الولادة                                                           | No |
| تأجير الأرحام التجاري للأزواج المثليين من الذكور                                              | (غير قانوني للأزواج المغايرين كذلك) |
| السماح للرجال الذين مارسوا الجنس الشرجي التبرع بالدم                                          | No |

## وصلات خارجية
- UK government travel advice for Nigeria: Local laws and customs نسخة محفوظة 27 أبريل 2011 على موقع واي باك مشين.